# Martin Abbenhuis
Martin Abbenhuis ('s-Gravenhage, 18 juni 1968) is een voormalig Nederlands profvoetballer die onder contract stond bij FC Den Haag. Hij speelde als verdediger.

## Clubcarrière
Martin Abbenhuis speelde in vier seizoenen 47 wedstrijden voor FC Den Haag. Zijn debuut in het eerste elftal vond plaats op 5 maart 1989 tegen Excelsior, als invaller in de 80e minuut. Zijn eerste volledige wedstrijd was op 17 september 1989 tegen PSV. Uiteindelijk heeft Abbenhuis één keer een doelpunt gemaakt, in 1988, voor het tweede elftal.
In 1992 werd zijn contract bij FC Den Haag niet verlengd. Abbenhuis ging in seizoen 1992-1993 aan de slag bij FC De Sloterplas. In 1993 stapte hij over naar SVV Scheveningen, waar hij drie seizoenen zou spelen. In 1996 tekende Abbenhuis bij het toenmalige FC Kranenburg, nu Haaglandia.
Vanaf 2004 werkte Abbenhuis als trainer bij diverse amateurclubs.

## Clubs
| seizoen     | club        | land        | competitie     | wed. | goals |
| ----------- | ----------- | ----------- | -------------- | ---- | ----- |
| 1988/89     | FC Den Haag | Nederland   | Eerste divisie | 1    | 1     |
| 1989/90     | FC Den Haag | Nederland   | Eredivisie     | 20   | 0     |
| 1990/91     | FC Den Haag | Nederland   | Eredivisie     | 15   | 0     |
| 1991/92     | FC Den Haag | Nederland   | Eredivisie     | 11   | 0     |
| Club totaal | Club totaal | Club totaal | Club totaal    | 47   | 0     |